# Città di Castello
Città di Castello [tʃitˈta di kaˈstɛllo] ist eine Stadt in der italienischen Region Umbrien mit 38.100 Einwohnern (Stand 31. Dezember 2023) und gehört zur Provinz Perugia. Sie ist Sitz des katholischen Bistums Città di Castello.

## Geografie
Città di Castello liegt im oberen Tiber-Tal, der Valtiberina, im Nordzipfel Umbriens an der Grenze zu den benachbarten Regionen Toscana und Marken. 
Zu den Nachbargemeinden gehören Apecchio (PU), Arezzo (AR), Citerna, Cortona (AR), Mercatello sul Metauro (PU), Monte Santa Maria Tiberina, Monterchi (AR), Montone, Pietralunga, San Giustino, Sansepolcro (AR) und Umbertide.
Die Ortsteile sind Antirata, Astucci, Badia di Petroia, Badiali, Barzotti, Baucca San Martino d’Upò, Belvedere, Bisacchi, Bonsciano, Caifirenze, Candeggio, Canoscio, Capitana, Celle, Cerbara, Cinquemiglia, Colcello, Coldipozzo, Cornetto, Croce di Castiglione, Fabbrecce, Fiume, Fraccano, Grumale, Lerchi, Lugnano, Madonna di Canoscio, Montemaggiore, Morra, Muccignano, Palazzone, Petrelle, Piosina, Promano, Rio Secco, Roccagnano, Ronti, Rovigliano, San Biagio del Cornetto, San Leo Bastia, San Lorenzo Bibbiana, San Maiano, San Martino di Castelvecchio, San Martin Pereto, San Pietro a Monte, San Secondo, Santa Lucia, Scalocchio, Terme di Fontecchio, Trestina, Uppiano, Userna, Userna Bassa, Valdipetrina, Vallurbana, Vingone und Volterrano.

## Geschichte
Città di Castello ist umbrischen oder etruskischen Ursprungs; im Jahre 89 v. Chr. wurde sie römisches municipium unter dem Namen Tifernum Tiberinum (Tifernum am Tiber). Ein bedeutender Schatzfund des frühen Mittelalters, der Schatz von Canoscio, wird im Dommuseum gezeigt. Die Stadt wurde im 6. Jahrhundert von den Ostgoten unter ihrem König Totila verwüstet.  Sie wurde als Castrum Felicitatis wieder aufgebaut, seit dem 10. Jahrhundert ist der Name Civitas Castelli belegt.  Seit der frühen Neuzeit stand die Stadt unter der Signoria verschiedener Familien, von denen sich schließlich die Vitelli durchsetzten (für die Antonio da Sangallo der Jüngere einen sehenswerten Renaissance-Palast erbaute). Cesare Borgia verleibte die Stadt für seinen Vater Papst Alexander VI. dem Kirchenstaat ein. Am 11. September 1860 wurde Città di Castello von piemontesischen Truppen für das vereinigte Italien erobert.

## Kultur und Sehenswürdigkeiten

### Sehenswürdigkeiten
- Dom Santi Florido e Manzio aus dem 11.–18. Jahrhundert
- Palazzo Comunale und Stadtturm aus dem 14. Jahrhundert
- Palazzo del Podestà aus dem 15. Jahrhundert
- Palazzo Vitelli alla Cannoniera, erbaut von Antonio da Sangallo dem Jüngeren im 16. Jahrhundert
- Dominikanerkirche San Domenico, erbaut im 15. Jahrhundert
- Kirche San Francesco, erbaut im 13. Jahrhundert, Vitelli-Kapelle nach Plänen von Giorgio Vasari

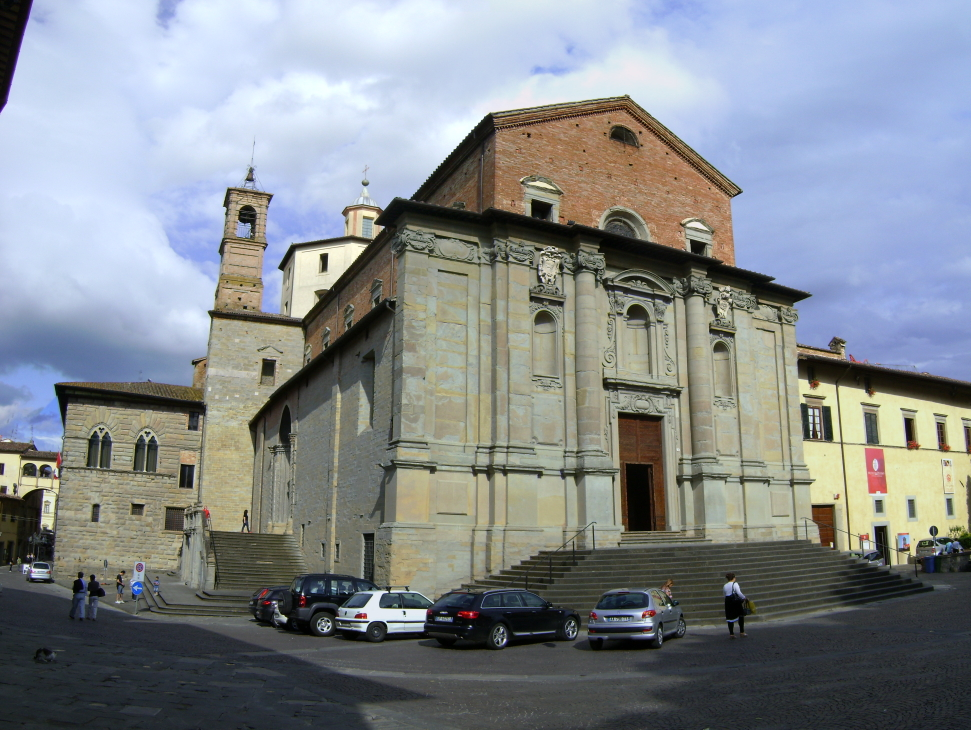
Der Dom
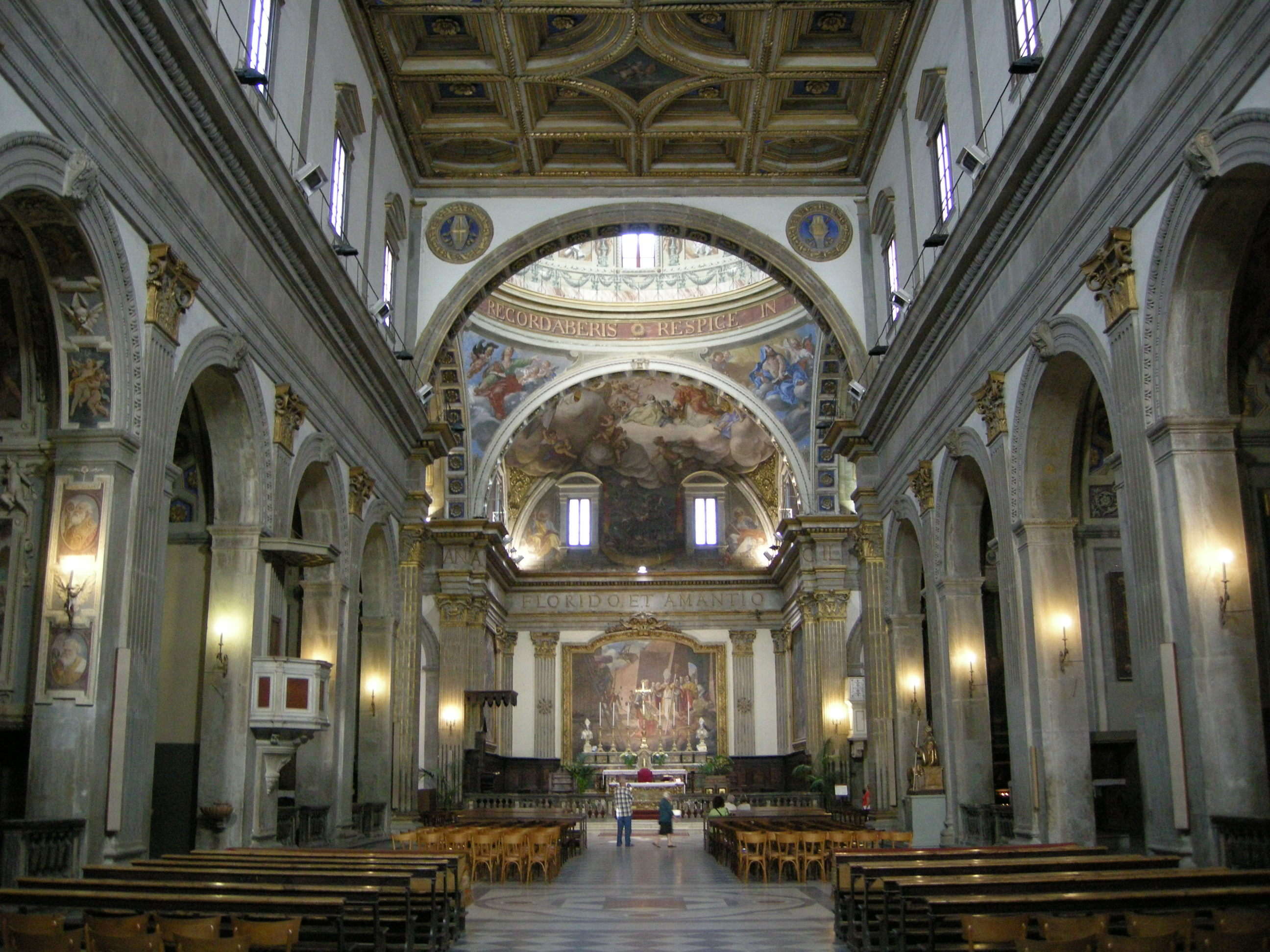
Dom von innen
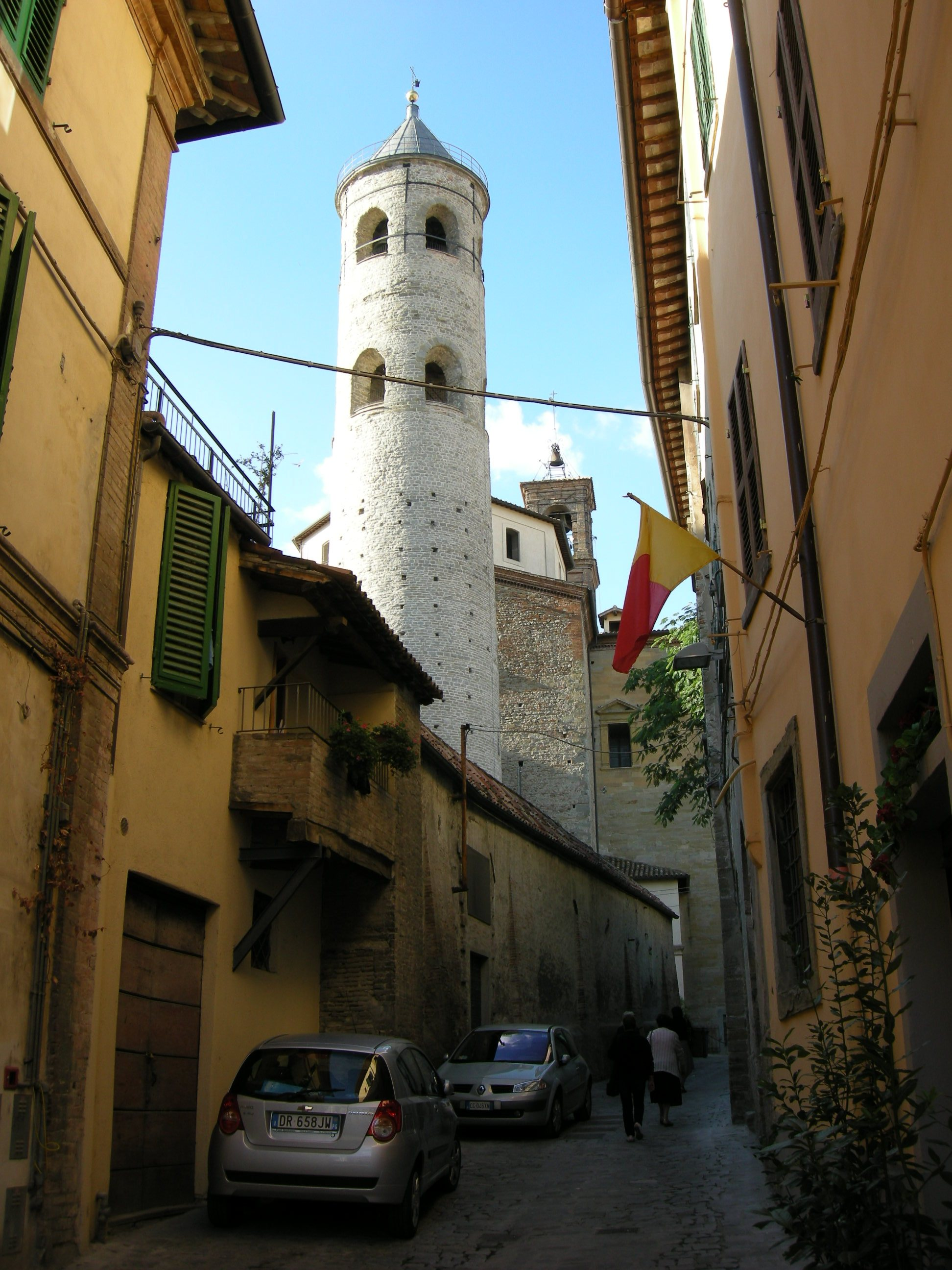
Campanile rotondo
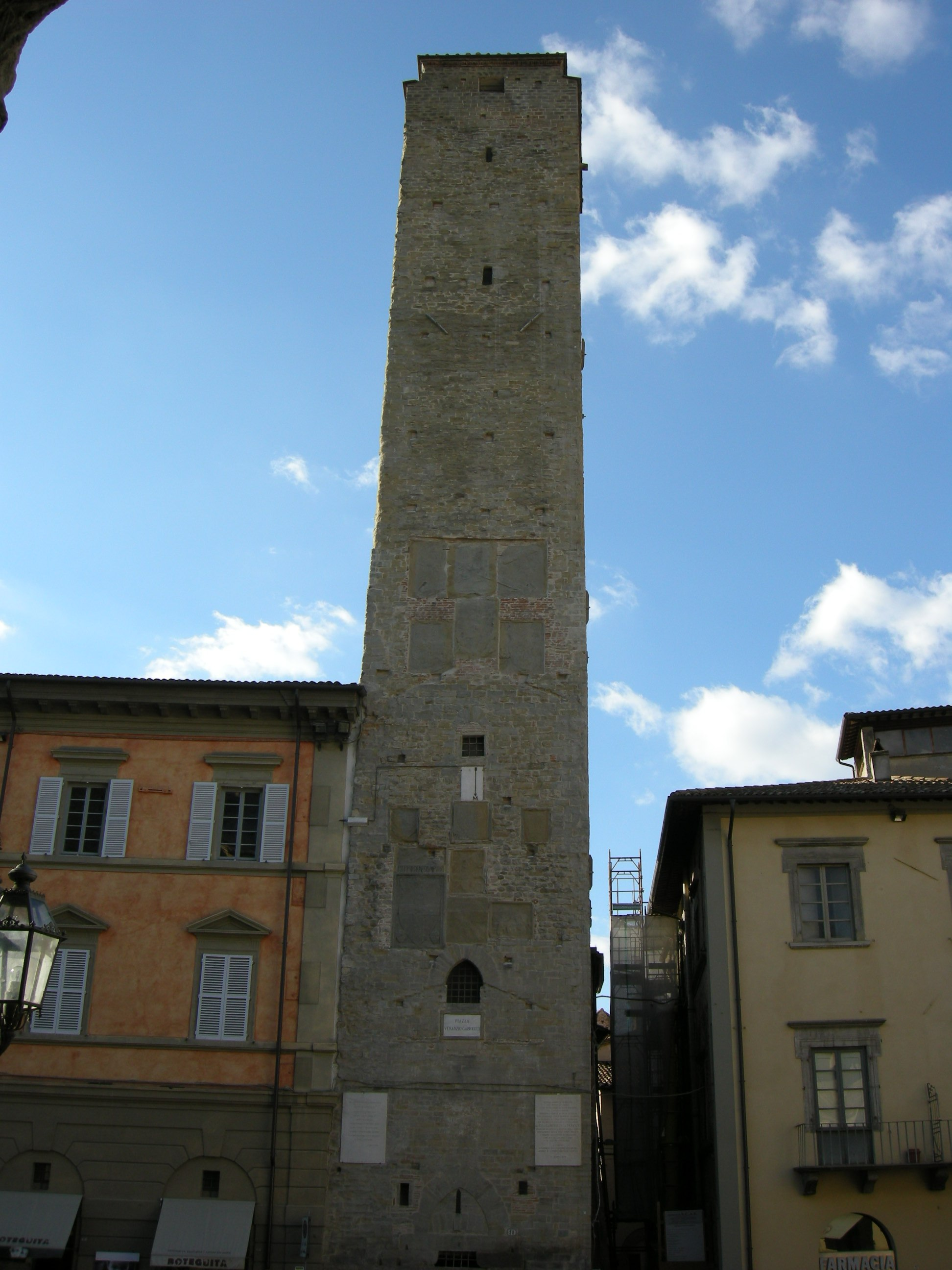
Torre Civica, der Stadtturm
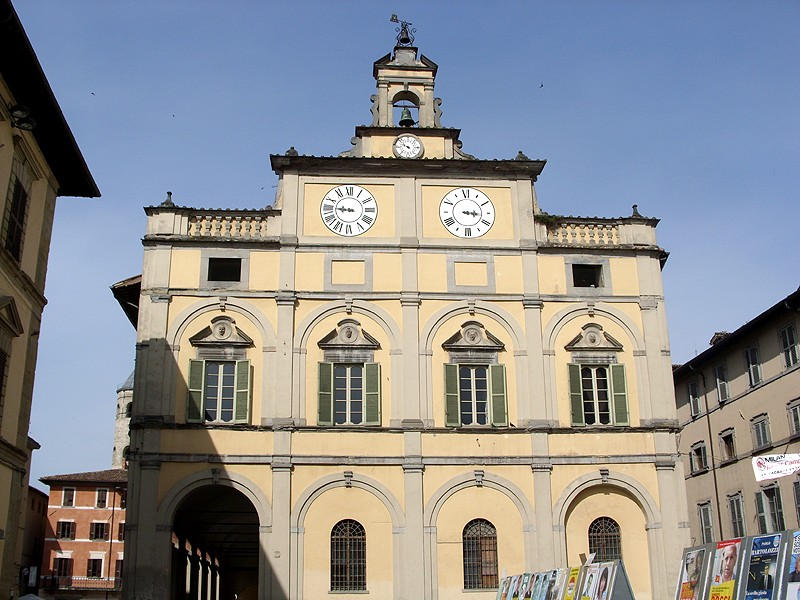
Palazzo del Podestà
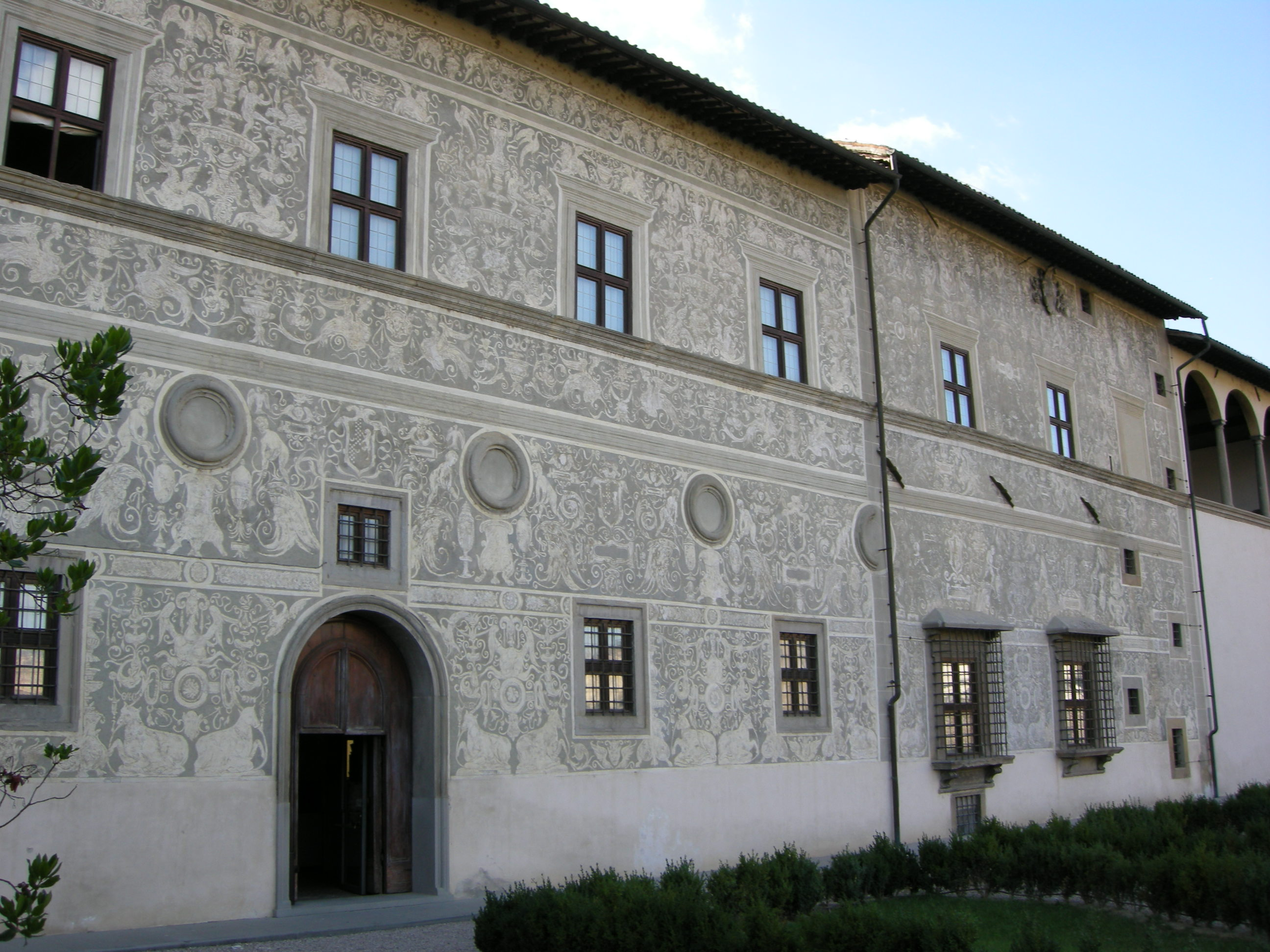
Palazzo Vitelli alla Cannoniera
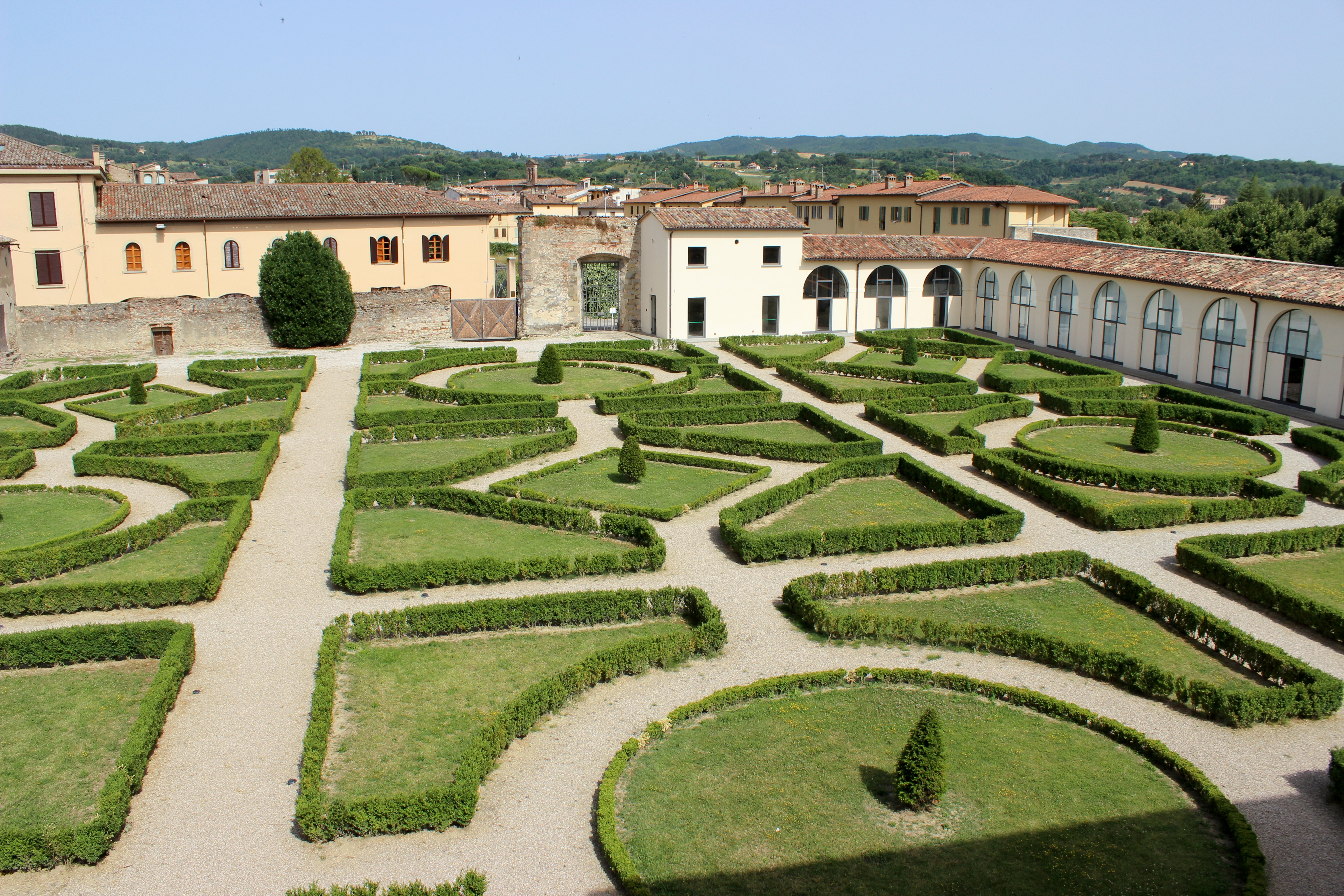
Gartenanlage Vitelli alla Cannoniera

### Museen

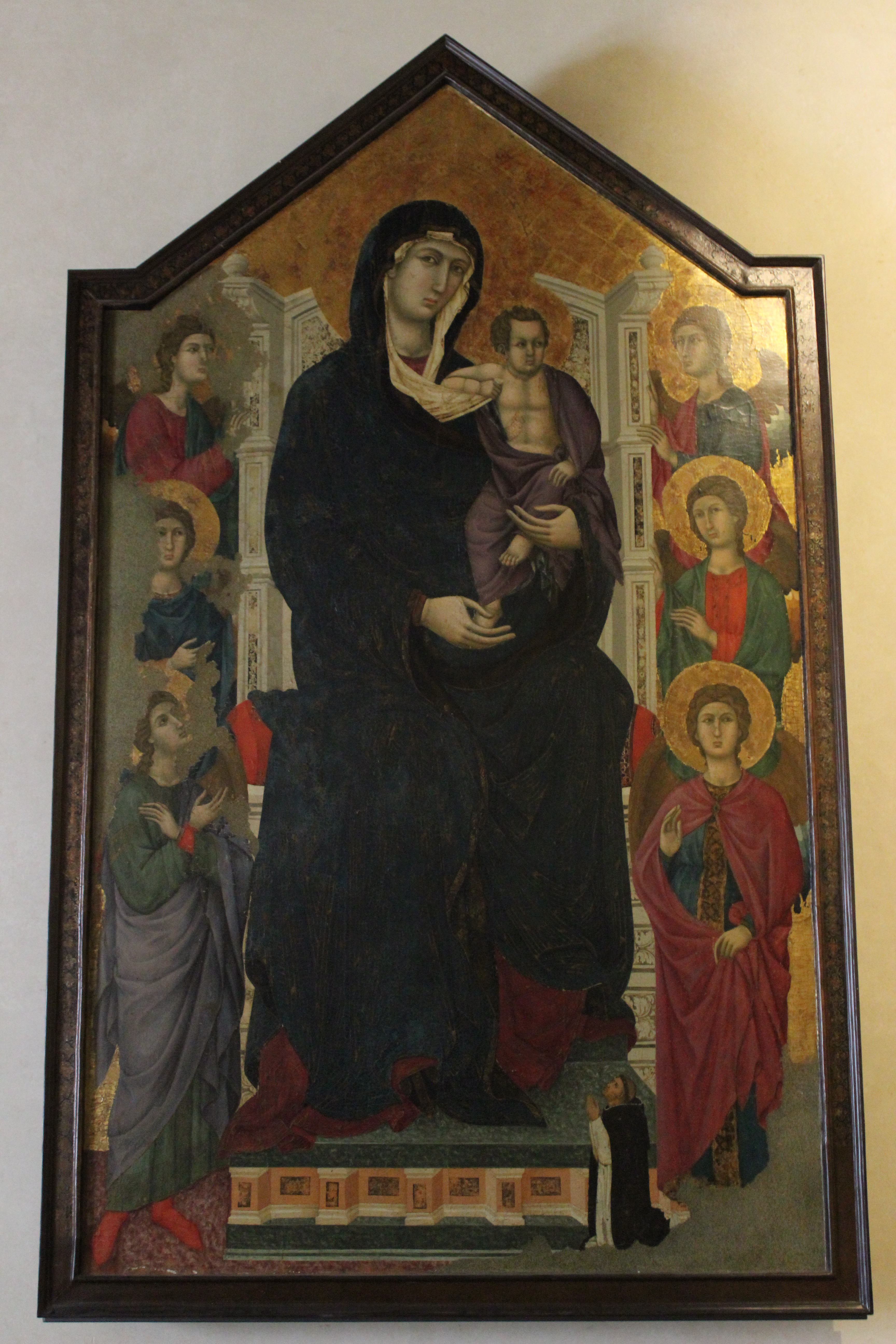
Madonna des Maestro di Città di Castello in der Pinakothek

- Sammlung Alberto Burri (Collezione Burri)
- Dommuseum (Museo del Duomo)
- Städtische Pinakothek (Pinacoteca Comunale)
- Webereimuseum (Museo della Tessitura): dokumentiert die Leinenweberei der Stadt
- Buchdruckmuseum (Museo della Tipografia)
- Volkskundliches Museum (Museo delle Tradizioni Popolari)

### Theater
- Teatro degli Illuminati: kommunales Theater ohne eigenes Ensemble

### Regelmäßige Veranstaltungen
- Festival der Nationen (Festival delle Nazioni di Città di Castello): Zweiwöchiges Kammermusikfestival im August/September mit Konzerten, Theater- und Tanzaufführungen.[2][3]

## Städtepartnerschaften
- Chișinău, Moldawien
- Sighișoara, Rumänien (Freundschaftsvertrag)

## Persönlichkeiten

### Söhne und Töchter der Stadt
- Papst Coelestin II. († 1144)
- Margarete von Città di Castello († 1320), seliggesprochene Nonne
- Niccolò Vitelli (1414–1486), Condottiere
- Vitellozzo Vitelli (≈1458–1502), Herr von Città di Castello und Condottiere
- Paolo Vitelli (1461–1499), Adeliger und Condottiere
- Paolo II. Vitelli (1519–1574), Adeliger und Condottiere
- Chiappino Vitelli (1520–1575), Adeliger und Condottiere
- Vitellozzo Vitelli (1531–1568), Kardinal
- Antonio Maria Abbatini (1595–1677/79), Kapellmeister und Komponist
- Guido Ubaldo Abbatini (um 1600–1656), Maler und Mosaizist
- Marietta Alboni (1826–1894), Opernsängerin (Alt)
- Giovanni Magherini Graziani (1852–1924), Kunst- und Lokalhistoriker
- Alberto Burri (1915–1995), Maler und Bildhauer
- Pietro Fiordelli (1916–2004), Bischof von Prato
- Sergio Goretti (1929–2012), Bischof von Assisi-Nocera Umbra-Gualdo Tadino
- Nino Fuscagni (1937–2018), Schauspieler
- Massimo Fecchi (* 1946), Comiczeichner
- Ivo Baldi Gaburri (1947–2021), Bischof von Huari
- Nazzareno Marconi (* 1958), Bischof von Macerata
- Monica Bellucci (* 1964), Filmschauspielerin
- Catia Polidori (* 1967), Politikerin
- Anna Ascani (* 1987), Politikerin (PD)
- Michele Bravi (* 1994), Popsänger und YouTuber

### Personen mit Beziehung zur Stadt
- Plinius der Jüngere (≈61/62–≈113/15), römischer Senator und Schriftsteller
- Lorca Massine (* 1944), Tänzer und Choreograf, Sohn des Tänzers und Choreografen Léonide Massine
- Salvatore Sciarrino (* 1947), zeitgenössischer Komponist